# Puellina setiformis
Puellina setiformis är en mossdjursart som beskrevs av Harmelin och Aristegui 1988. Puellina setiformis ingår i släktet Puellina och familjen Cribrilinidae.

## Underarter
Arten delas in i följande underarter:
- P. s. romana
- P. s. setiformis